# Parasemia melanissima
Parasemia melanissima là một loài bướm đêm thuộc phân họ Arctiinae, họ Erebidae.